# ONE NIGHT GIG
『ONE NIGHT GIG』（ワン・ナイト・ギグ）は、日本のギタリストである高中正義のライブ・アルバム及びライブ・ビデオである。

## 解説
1990年11月2日に川崎クラブチッタで、この作品のためにステージを設置したライブ公演を収録したアルバムである。
セットリストは、1990年9月5日に発売されたオリジナルアルバム『NAIL THE POCKET』に収録されている楽曲がメインとなっている。
参加ミュージシャンに、13 Catsとアース・ウィンド・アンド・ファイアーのアル・マッケイがセッションしている。

## 収録曲
| #         | タイトル               | 作詞         | 作曲                | 時間  |
| --------- | ---------------------- | ------------ | ------------------- | ----- |
| 1.        | 「SHAKE IT」           | リリカ新里   | 高中正義            | 8:22  |
| 2.        | 「READY TO FLY」       |              | 高中正義            | 9:54  |
| 3.        | 「渚モデラート」       | リリカ新里   | 高中正義            | 7:56  |
| 4.        | 「BLUE LAGOON」        |              | 高中正義            | 5:21  |
| 5.        | 「LISTEN TO ME」       | R. Antoon    | 高中正義            | 6:05  |
| 6.        | 「GIVE ME A CHANCE」   | R. Antoon    | 高中正義            | 4:21  |
| 7.        | 「ONE MORE NIGHT」     | リリカ新里   | 高中正義            | 7:49  |
| 8.        | 「VOYAGE」             |              | 高中正義            | 6:33  |
| 9.        | 「GODZILLA DREAM」     | Daryl Canada | 高中正義            | 6:22  |
| 10.       | 「SAY YOU'RE MY BABY」 | R. Antoon    | 高中正義, R. Antoon | 5:16  |
| 11.       | 「DANCIN' IN JAMAICA」 | R. Antoon    | 高中正義, R. Antoon | 4:45  |
| 合計時間: | 合計時間:              | 合計時間:    | 合計時間:           | 72:44 |

| #  | タイトル               | 作詞         | 作曲                |
| -- | ---------------------- | ------------ | ------------------- |
| 1. | 「SHEBA THE FREAK」    | 高中正義     | 高中正義            |
| 2. | 「VOYAGE」             |              | 高中正義            |
| 3. | 「LISTEN TO ME」       | R. Antoon    | 高中正義            |
| 4. | 「渚モデラート」       | リリカ新里   | 高中正義            |
| 5. | 「GODZILLA DREAM」     | Daryl Canada | 高中正義            |
| 6. | 「READY TO FLY」       |              | 高中正義            |
| 7. | 「SHAKE IT」           | リリカ新里   | 高中正義            |
| 8. | 「DANCIN' IN JAMAICA」 | R. Antoon    | 高中正義, R. Antoon |
| 9. | 「REPRISE」            |              | 高中正義            |

## 楽曲解説

### CD
1. SHAKE IT
  - オリジナルは1986年に発売されたアルバム『JUNGLE JANE』に収録されている。
2. READY TO FLY
  - オリジナルは1977年に発売されたアルバム『TAKANAKA』に収録されている。
3. 渚モデラート
  - オリジナルは1985年に発売されたアルバム『TRAUMATIC 極東探偵団』に収録されている。
4. BLUE LAGOON
  - オリジナルは1979年に発売されたアルバム『JOLLY JIVE』に収録されている。
5. LISTEN TO ME
  - オリジナルは1990年に発売されたアルバム『NAIL THE POCKET』に収録されている。
6. GIVE ME A CHANCE
  - オリジナルは1990年に発売されたアルバム『NAIL THE POCKET』に収録されている。
7. ONE MORE NIGHT
  - オリジナルは1987年に発売されたアルバム『RENDEZ-VOUS』に収録されている。
8. VOYAGE
  - オリジナルは1990年に発売されたアルバム『NAIL THE POCKET』に収録されている。
9. GODZILLA DREAM
  - オリジナルは1988年に発売されたアルバム『HOT PEPPER』に収録されている。
10. SAY YOU'RE MY BABY
  - オリジナルは1990年に発売されたアルバム『NAIL THE POCKET』に収録されている。
11. DANCIN' IN JAMAICA
  - オリジナルは1990年に発売されたアルバム『NAIL THE POCKET』に収録されている。

### LD/VHS/DVD
1. SHEBA THE FREAK
  - オリジナルは1990年に発売されたアルバム『NAIL THE POCKET』に収録されている。
2. VOYAGE
3. LISTEN TO ME
4. 渚モデラート
5. GODZILLA DREAM
6. READY TO FLY
7. SHAKE IT
8. DANCIN' IN JAMAICA
9. REPRISE
  - オリジナルは1990年に発売されたアルバム『NAIL THE POCKET』に収録されている。

## 参加ミュージシャン
- Guitars：高中正義
  - Guitars：Al McKay
  - Bass：Wornell Jones
  - Keyboards：Cat Gray
  - Drums：沼澤尚
  - Percussion：Karl Perazzo
  - Vocal：Maxayne Lewis